# Coupe UNIFFAC des clubs 2004
Navigation
Édition 2005
La Coupe UNIFFAC des clubs 2004 est la première édition de la Coupe UNIFFAC des clubs, une compétition organisée par l'UNIFFAC (Union des fédérations de football d'Afrique centrale) et qui regroupe les clubs d'Afrique centrale s'étant illustré dans leur championnat national. 
Cette édition inaugurale voit un grand nombre de clubs conviés déclarer forfait et se déroule finalement avec deux participants, qui s'affrontent lors d'un duel en matchs aller et retour.
C'est le club camerounais de Bamboutos Mbouda qui remporte le trophée, après avoir battu les Gabonais du FC 105 Libreville à l'issue de la séance des tirs au but, les deux équipes ayant remporté leur match à domicile sur le score de 2 à 1. C'est le tout premier titre international de l'histoire du club

## Équipes participantes
Huit équipes auraient dû à l'origine prendre part au tournoi :
- FC 105 Libreville - Vice-champion du Gabon 2003
- Bamboutos Mbouda - 4e du Cameroun 2003
- Représentant de République démocratique du Congo - forfait
- Représentant du Tchad - forfait
- Représentant de Guinée équatoriale - forfait
- Représentant de São Tomé et Principe - forfait
- CS La Mancha - Vice-champion du Congo 2003 - forfait
- Diplomates FC du 8e arrondissement - Vice-champion de République centrafricaine 2003 - forfait

## Compétition
| 16 octobre 2004 | FC 105 Libreville         | 2 - 1 | Bamboutos Mbouda    | Libreville |  |
|                 | Saturnin Ngouani 21e, 85e |       | Martin Mouansie 31e |            |  |

| 31 octobre 2004 | Bamboutos Mbouda                            | 2 - 1 | FC 105 Libreville | Stade de la Réunification, Douala              |                                                |
|                 | Alain Ngwompo 75e · Jean Mboule Moukoko 84e |       | Christ Bongo 89e  | Spectateurs : 10 000 Arbitrage : M. Ntambidila | Spectateurs : 10 000 Arbitrage : M. Ntambidila |
|                 | Tirs au but 6-5                             |       |                   | Spectateurs : 10 000 Arbitrage : M. Ntambidila | Spectateurs : 10 000 Arbitrage : M. Ntambidila |

| Coupe UNICCAF des clubs Bamboutos Mbouda 1er titre |